# Tenacious D
Tenacious D je američki rock sastav osnovan 1994. godine u Los Angelesu, Kaliforniji. S članovima Jackom Blackom i Kyleom Gassom, sastav je objavio četiri studijska albuma - Tenacious D (2001.), The Pick of Destiny (2006.), Rize of the Fenix (2012.) i Post-Apocalypto (2018.)
Na nastupima uživo, nastupaju s popratnim glazbenicima, najčešće su to gitarist John Konesky, basist John Spiker i bubnjar Brooks Wackerman.

## Povijest
Tenacious D formiran je 1994. godine kada je predstavljen kao akustični duo. Sastav je stekao popularnost 1999. kada je nastupio u uspješnim televizijskim serijama. Godine 2001. izdali su Tenacious D, svoj debitantski album. Prvi singl, "Tribute", je jedan od najuspješnijih ostvarenja. U 2006. su glumili u filmu, a i snimljen je soundtrack, film nazvan Tenacious D in Pick of Destiny . Sastav je otišao na svjetsku turneju tada se pojavljuje po prvi put s punim sastavom. Kritičari su opisali njihove fuzije vulgarnim apsurdna komedije s rock glazbom kao "mock rock". 
Dana 15. svibnja 2012. godine izašao je album Rize of the Fenix, a 2. studenog 2018. godine njihov najnoviji album Post-Apocalypto.

## Članovi sastava
Službeni članovi
- Jack Black - vokali, akustična gitara
- Kyle Gass - prateći vokali, akustična gitara

Popratni glazbenici na turnejama
- John Konesky - električna gitara
- John Spiker - bas-gitara, prateći vokali
- Brooks Wackerman - bubnjevi

## Studijski albumi
- Tenacious D (2001.)
- The Pick of Destiny (2006.)
- Rize of the Fenix (2012.)
- Post-Apocalypto (2018.)